# Erling Ladewig Petersen
Erling Ladewig Petersen (1. april 1929 – 25. juni 2000) var en dansk historiker.
Ladewig blev i 1948 student fra Lyngby Statsskole, hvorefter han studerede historie på Københavns Universitet. I 1955 afsluttede han studierne med magisterkonferens og forsatte i årene derefter i den stilling som bibliotekar ved Historisk Institut, han havde haft siden 1951. I 1959 blev han ansat som amanuensis ved institutet og 1964 blev han dr.phil. med disputatsen Ali and Mu'awiya in early Arabic tradition : studies on the Genesis and growth of Islamic historical writing until the end of the ninth century, der handlede om den ældre arabiske historieskrivning.
Da Odense Universitet blev oprettet i 1966 blev Ladewig dets første professor i historie som kun 37-årig. Og her blev han indtil han gik på pension 1. februar 1996.
Ladewigs forskningsvirksomhed samlede sig om Islams tidlige historie og historieskrivning, dansk økonomisk og social historie i 1500- og 1600-tallet og historiefagets metode.
I sine studier af tidlig moderne tid i Danmark satte han fokus på statsmagtens vækst med udgangspunkt i Joseph Schumpeters moderniseringsteorier. Afhandlingen Fra domænestat til skattestat. Syntese og fortolkning fra 1974 dannede i den sammenhæng skole. Synspunktet kom ligeledes til udfoldelse i 1980 i andet halvbind af bind to i Gyldendals Danmarkshistorie (om perioden 1559-1648), som Ladewig sammen med Helge Gamrath var forfatter til, og Fra Standssamfund til rangssamfund, bind tre af Dansk Socialhistorie, hvor han behandlede perioden 1500-1750. Ladewig var derfor også en naturlig initiativtager til det nordiske magtstatsprojekt, der blev søsat ved det 19. nordiske historikermøde i Odense 1984.
Den metodiske interesse kom til udtryk i en række detaljerede kildestudier, den maskinskrevne og duplikerede korte oversigt Grundrids af de historiske hjælpevidenskaber fra 1974 og artiklen "Omkring Erik Arup. Struktur og grænser i moderne dansk historieskrivning (ca. 1885-1955)" i Historisk Tidsskrift 78 (1978), s. 138-182.
Som underviser og forelæser nød Ladewig meget stor respekt. Hans metodeundervisning var ofte et tilløbsstykke blandt de studerende.
Han blev 1967 medlem af bestyrelsen for Den danske historiske Forening, hvor han var formand 1982-2000 og sammen med Inga Floto var redaktør for foreningens tidsskrift, Historisk Tidsskrift, i perioden 1973-1982. 1978 blev han medlem af Det kongelige danske Selskab for Fædrelandets Historie og Videnskabernes Selskab.
I sine sidste år var Ladewig præget af svagelighed efter et slagtilfælde i 1996 og et nyt slagtilfælde i vinteren 2000 berøvede ham talens brug.

## Forfatterskab
- E. Ladewig Petersen: Ali and Mu'awiya in early Arabic tradition: studies on the Genesis and growth of Islamic historical writing until the end of the ninth century, 1964 (optrykt 1974 i Odense med to mindre afhandlinger tilføjet)
- E. Ladewig Petersen: Fra domænestat til skattestat. Syntese og fortolkning, Odense 1974
- E. Ladewig Petersen: "Christian IV.s pengeudlån til danske adelige. Kongelig foretagervirksomhed og adelig gældsstiftelse 1596-1625" (Københavns Universitet, Institut for Økonomisk Historie: Publikation nr. 8; Akademisk Forlag, København 1974) ISBN 87-500-1474-9
- E. Ladewig Petersen: Grundrids af de historiske hjælpevidenskaber, Odense 1974
- E. Ladewig Petersen: Veritas et honor regis : Studier over Niels Slanges kilder og kildebehandling i hans fremstilling af Christian IV. ' historie, Odense 1974
- E. Ladewig Petersen: Fra Standssamfund til rangssamfund, bind tre af Dansk Socialhistorie, 1980 ISBN 87-01-82351-5
- E. Ladewig Petersen: "Træfpunkt Odense 1560 og 1657 – og indimellem" (i: "Søfart. Politik. Identitet. Festskrift tilegnet Ole Feldbæk"; Handels- og Søfartsmuseet på Kronborg: Søhistoriske Skrifter XIX; Falcon 1996) ISBN 87-88802-13-2

### På internettet
- Erling Ladewig Petersen: "Nyere Islamforskning" (Historisk Tidsskrift, 11. række, Bind 5; 1956) Arkiveret 5. marts 2016 hos  Wayback Machine
- Erling Ladewig Petersen: "Studier over Danmarks forhold til Norge 1523-1533" (Historisk Tidsskrift, 12. række, Bind 3; 1968) Arkiveret 5. november 2012 hos  Wayback Machine
- Erling Ladewig Petersen: "Norgesparagrafen i Christian III.s håndfæstning 1536. Studier over det 16. århundredes fortolkning" (Historisk Tidsskrift, 12. række, Bind 6; 1973) Arkiveret 5. november 2012 hos  Wayback Machine
- Erling Ladewig Petersen: "Mogens Thomsen Kaas-affæren 1521-23. En kritisk studie" (Historisk Tidsskrift, 12. række, Bind 6; 1973) Arkiveret 5. marts 2016 hos  Wayback Machine
- E. Ladewig Petersen: "Omkring Erik Arup. Struktur og grænser i moderne dansk historieskrivning (ca. 1885-1955)" (Historisk Tidsskrift, 13. række, Bind 5; 1978) Arkiveret 5. marts 2016 hos  Wayback Machine
- E. Ladewig Petersen: "Adelen udi Fyn, dens privilegier" (Historie/Jyske Samlinger, Ny række, Bind 16; 1985) Arkiveret 5. marts 2016 hos  Wayback Machine
- E. Ladewig Petersen: "Sverige og Østersøen i stormagtstiden" (Historisk Tidsskrift, 15. række, Bind 3; 1988) Arkiveret 8. januar 2014 hos  Wayback Machine
- E. Ladewig Petersen: "Fra Niels Steensgaards verden. Betragtninger over nogle nyere verdenshistorier" (Historisk Tidsskrift, 15. række, Bind 3; 1988) Arkiveret 5. marts 2016 hos  Wayback Machine
- E. Ladewig Petersen: "Jordværdi og kreditmarked i Danmark 1630-1730" (Historisk Tidsskrift, 15. række, Bind 5; 1990) Arkiveret 5. marts 2016 hos  Wayback Machine
- E. Ladewig Petersen: "Statsmagt og magtstat i 1600-tallets Europa" (Historisk Tidsskrift, 16. række, Bind 1; 1992) Arkiveret 4. marts 2016 hos  Wayback Machine
- E. Ladewig Petersen: "Landsdommerkorpset under adelsvælden. Rekruttering, karrieremønstre og status" (Historisk Tidsskrift, 16. række, Bind 2; 1993)
- E. Ladewig Petersen: "1600-tallets kriser i Europa" (Historisk Tidsskrift, 16. række, Bind 3; 1994) Arkiveret 5. marts 2016 hos  Wayback Machine
- E. Ladewig Petersen: "Christian IV.s skånske og norske fæstningsanlæg 1596-1622" (Historisk Tidsskrift, 16. række, Bind 4; 1995) Arkiveret 5. november 2012 hos  Wayback Machine
- E. Ladewig Petersen: "Den ældste islamiske historietradition i moderne forskning, 1890-1990" (Historisk Tidsskrift, 16. række, Bind 5; 1996) Arkiveret 4. marts 2016 hos  Wayback Machine
- E. Ladewig Petersen: "Fatwa og jihad" (Historisk Tidsskrift, 16. række, Bind 6; 1997) Arkiveret 9. marts 2012 hos  Wayback Machine
- E. Ladewig Petersen: "Magtstatens flåde" (Historie/Jyske Samlinger, Bind 2000; 2000) Arkiveret 5. marts 2016 hos  Wayback Machine

## Nekrolog og festskrift
- Helge Gamrath og Knud J.V. Jespersen: "Erik Ladewig Petersen" (nekrolog) i Historisk Tidsskrift 102:1 (2002), s. 236-247
- Carsten Due-Nielsen: Struktur og funktion : festskrift til Erling Ladewig Petersen, Odense Universitetsforlag:Odense 1994 ISBN 87-7492-990-9